# François Bochart de Saron
Pour les articles homonymes, voir Bochart et Saron.
 François Bochart de Saron  (né à Paris vers 1633 mort à Clermont-Ferrand le 11 août 1715) est un ecclésiastique français, évêque de Clermont de 1687 à sa mort.

## Biographie
François Bochart de Saron nait à Paris, en 1633. Il est issu d'une famille originaire de Vézelay en Bourgogne, second fils et homonyme de  François Bochart de Saron, dit de Champigny, intendant de justice en Provence, Dauphiné et à Lyon, où il se noie accidentellement en 1665 et de son épouse Marie Lhuillier. Il est aussi le cousin de Guillaume Bochart, évêque de Valence.
Destiné à l'Église il est d'abord  chanoine du chapitre de Notre-Dame de Paris, puis désigné comme évêque de Clermont en 1687. Il n'est confirmé que le 10 mars 1692 et consacré en mai suivant par Armand-Anne-Tristan de La Baume de Suze, archevêque d'Auch. Il fonde en 1712 un petit séminaire qu'il confie aux Sulpiciens qui dirigent déjà le grand séminaire depuis 1651. Il accepte rapidement la bulle Unigenitus mais il meurt à Clermont dès le 11 août 1715.